# Enoplognatha mordax
Enoplognatha mordax là một loài nhện trong họ Theridiidae. Chúng được Tord Tamerlan Teodor Thorell miêu tả năm 1875.